# Morr Music
Morr Music es una compañía discográfica independiente localizada en Berlín, Alemania; fundada en 1991 por Thomas Morr. La mayoría de los artistas de esta discográfica se ubican dentro del IDM, la electrónica o el dream pop, todo reflejando los gustos musicales de Thomas Morr. 
Este cruce de estilos atrae tanto a la discográfica como a los ambientes actuales de Indie rock y shoegazer rock. Además, los artistas de esta discográfica combinan estos elementos de manera que atrae a su vez a aficionados de la música pop, dance y rock. El sonido shoegazing viene representado por el despliegue de melodías pop rock enterradas bajo capas de efectos DSP, como la distorsión y la reverberación. Muchas publicaciones comparan a grupos como My Bloody Valentine, Cocteau Twins y Slowdive con los nuevos lanzamientos de Morr Music. Un testimonio claro de este solape de estilos es el álbum recopilatorio de Morr Music titulado Blue skied an' clear, que contiene un disco entero con artistas mezclando las canciones de Slowdive, adaptándolas al típico sonido de la discográfica: la electrónica.

## Grupos
| - Accelera Deck - The American Analog Set - Arovane - B. Fleischmann - Ben Gibbard (Death Cab for Cutie) - Benni Hemm Hemm - Bobby Baby - Borko - Butcher the Bar - Christian Kleine - Contriva - Couch - Duo505 - Electric President - F.S.Blumm | - The Go Find - Guther - Isan - Komeit - Lali Puna - Limp - Man's Bestfriend - Manual - Masha Qrella - Ms. John Soda - Múm - The Notwist - Opiate - Others People's Children - Piano Amigo | - People Press Play - Phonem - Populous - Radical Face - Seabear - Sin Fang Bous - Sóley (Seabear) - Solvent - Styrofoam - Surf City - Tarwater - Telekinesis - Tied & Tickled Trio - Wechsel Garland - The Wooden Birds - The Year Of |